# IV Liceum Ogólnokształcące im. Henryka Sienkiewicza w Częstochowie

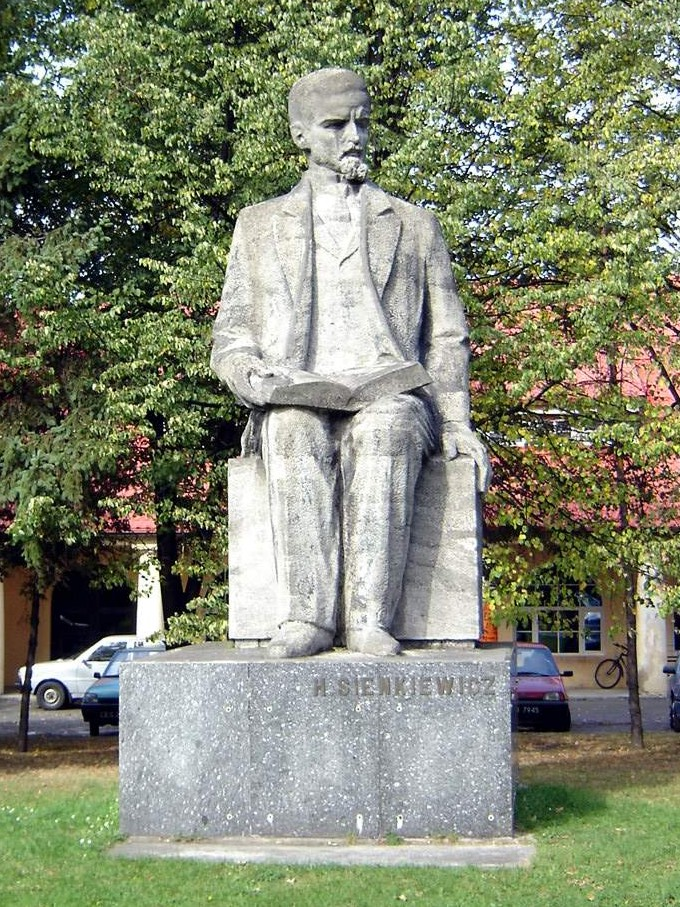
Pomnik patrona przed liceum

IV Liceum Ogólnokształcące im. Henryka Sienkiewicza w Częstochowie, potocznie zwane również Sienkiewicz i Sieniu – najstarsza szkoła ponadpodstawowa w Częstochowie, mieszcząca się przy Alei Najświętszej Maryi Panny 56.

## Historia[1]
Początki nauczania w budynku obecnego Liceum Sienkiewicza dotyczą istnienia zakonu sióstr mariawitek, które prowadziły szkołę dla panien. Po skasowaniu klasztoru, od 1862 w budynku mieściła się pięcioklasowa męska Powiatowa Szkoła Specjalna, której uczniami były w przytłaczającej większości dzieci mieszczan, szlachty i urzędników, a odsetek dzieci chłopskich wynosił (dane za 1865 r.) zaledwie 8,85‰.
W 1867, w dwa lata po uzyskaniu zgody ze strony rosyjskiej, szkołę przekształcono w publiczne czteroklasowe progimnazjum filologiczne z rosyjskim jako językiem wykładowym (także dla zajęć z języka polskiego, które były zarazem przedmiotem fakultatywnym). W kolejnych latach wymuszono na władzy rosyjskiej dodawanie kolejnych klas, co w końcu – w 1877, zaowocowało powstaniem pełnego, bo ośmioklasowego gimnazjum.
Następne lata to okres okazywania niezadowolenia wobec polityki okupanta, nie tylko przez uczniów, ale i wykładowców. W 1905 r. w szkole wybuchł strajk (uczniowie w jednoznacznym geście opuścili szkołę i podjęli naukę na wykładach poza szkołą). Znacznej części uczestników buntu uniemożliwiono dalszą edukację i odebrano przywileje uczniowskie.
Przywrócenie szkoły do działania nastąpiło, za zgodą władz niemieckich, dopiero w roku szkolnym 1915/1916 pod nazwą Gimnazjum Męskie Towarzystwa Opieki Szkolnej w Częstochowie. Ówczesny dyrektor Wacław Płodowski (1881–1939) doposażył szkołę w nowe pomoce naukowe, sprzęt i laboratoria specjalistyczne (niektóre sprowadzone z Cambridge z Anglii). Kadrę w tym okresie stanowili m.in. Władysław Biegański, Władysław Tatarkiewicz i Edward Mąkosza. Gimnazjum było wtedy uznawane za bardzo prestiżowe, nie tylko w regionie, ale i w całej Polsce.
22 listopada 1916 – równo tydzień po śmierci Henryka Sienkiewicza, gimnazjum przyjęło jego imię.
Po odzyskaniu przez Polskę niepodległości szkoła została przekazana państwu i zmieniła nazwę na Królewsko-Polskie Gimnazjum im. Henryka Sienkiewicza w Częstochowie (8 sierpnia 1918), zaś później na I Gimnazjum Państwowe w Częstochowie (listopad 1918).
W okresie 1918–1921 (wojny z bolszewikami), a później w czasie III powstania śląskiego szkołę zamieniono na szpital.
W późniejszych latach nastąpił rozwój kółek zainteresowań (chór i orkiestra Edwarda Mąkoszy), powstały ogrody: zoologiczny (powstały w 1923, w którym znajdowały się m.in. niedźwiedź brunatny i wilki) oraz botaniczny.
W roku szkolnym 1932/1933, na mocy reformy jędrzejowiczowskiej, gimnazjum przekształcono w czteroletnie gimnazjum i dwuletnie liceum. Zarządzeniem Ministra Wyznań Religijnych i Oświecenia Publicznego z 1937 zostało utworzone „I Państwowe Liceum i Gimnazjum im. ”Henryka Sienkiewicza w Częstochowie (państwowa szkoła średnią ogólnokształcąca, złożoną z czteroletniego gimnazjum i dwuletniego liceum), po wejściu w życie tzw. reformy jędrzejewiczowskiej szkoła miała charakter męski, a wydział liceum ogólnokształcącego był prowadzony w typie matematyczno-przyrodniczym.
W latach II wojny światowej szkoła oficjalnie nie działała. Zorganizowano jednak tajne nauczanie, co zaowocowało dwustoma świadectwami maturalnymi. Oficjalny powrót szkoły do pracy nastąpił po wyzwoleniu 16 października 1945. Trzy lata później przekształcono placówkę w jedenastoletnią Państwową Szkołę Ogólnokształcącą Stopnia Podstawowego i Licealnego im. Henryka Sienkiewicza w Częstochowie.
W latach 80. XX w. szkołę rozsławił zespół T.Love Alternative piosenką IV LO.

## Zabudowania

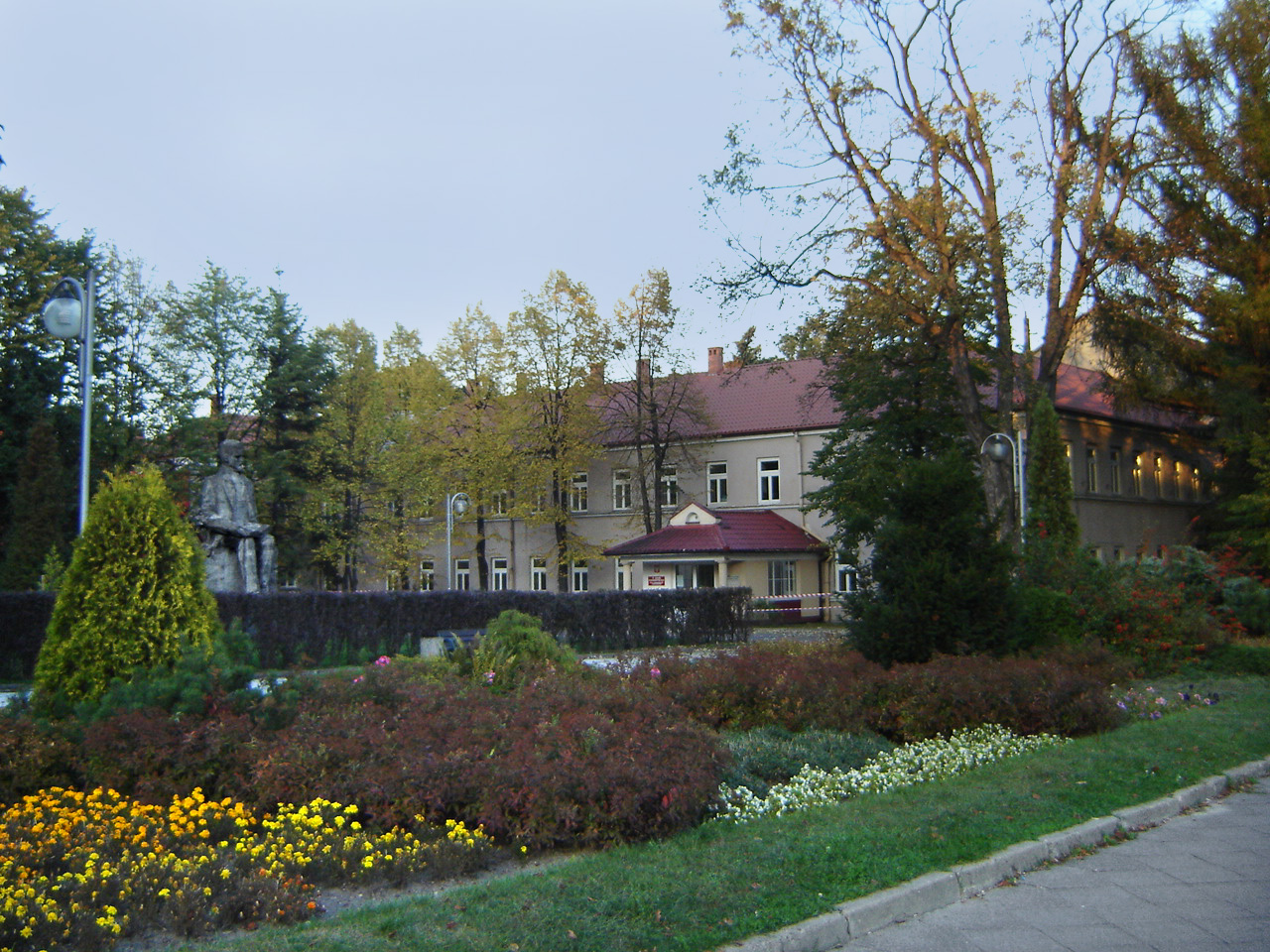
Budynek IV LO im. Sienkiewicza w Częstochowie, widok na pomnik, skrzydło zachodnie dawnego klasztoru i wejście główne

Obecne liceum mieści się w budynku dawnego klasztoru sióstr mariawitek, rozbudowanym o salę teatralną i obiekty sportowe.
Budynek dawnego klasztoru wybudowany w latach 1856–1859 jest budowlą bezstylową z dwuspadowym dachem krytym czerwoną blachą. Składa się z trzech jednopiętrowych skrzydeł tworzących kształt litery „U”. Pomiędzy skrzydłami znajduje się patio (w czasach istnienia klasztoru pełniło formę wirydarza), na którym znajdują się ozdobne krzewy, trzy drzewa (sosna, klon zwyczajny i lipa). W środku budynku uwagę zwracają zabytkowe zdobione balustrady z końca XIX wieku.
Do macierzystego budynku zostały dobudowane:
- prostopadle do skrzydła zachodniego sala teatralna, ze zdobieniem w postaci sześciu kolumn stylizowanych na dworkowe od strony Alei NMP, a dalej równoległa do Alei kryta bieżnia tartanową (100 m), później prostopadła do Alei hala sportowa o powierzchni 1000 m². Zarówno bieżnia, jak i hala zostały oddane do użytku w 1974;
- przedłużając skrzydło wschodnie, wybudowane w 1974, sala gimnastyczna, a dalej świetlica i płytka (w najgłębszym miejscu 1,7 m) kryta pływalnia.

Przed szkołą, na skwerze, znajduje się wzniesiony w 1973 pomnik Henryka Sienkiewicza dłuta Stefana Policińskiego. Pisarz trzyma na kolanach otwartą książkę, a głowę ma zwróconą w kierunku głównego wejścia do szkoły. Pomnik jest uznawany za dość kontrowersyjny: uderzająca jest nieproporcjonalna do reszty ciała głowa Sienkiewicza. Z pomnikiem związana jest legenda (dobrze znana większości mieszkańców miasta, nie tylko tym związanym ze szkołą), jakoby Sienkiewicz miał zamknąć księgę, gdy jakaś dziewczyna opuści szkołę dziewicą.
Budynek szkolny w obecnym kształcie posiada łączną objętość 52 tys. m³, położony jest na posesji o powierzchni ponad 20 tys. m², z czego 40% to powierzchnia użytkowa.

## Ludzie związani ze szkołą

### Absolwenci
- Jerzy Bielunas – reżyser
- Bracia Dreszerowie: Zygmunt (1888–1947, polityk PPS, poseł), Gustaw (1889–1936, generał), Rudolf (1891–1958, generał), Juliusz (1892–1937, oficer, adwokat)
- Piotr Gadzinowski – polityk SLD
- Przemysław Głąbiewski - prokurator[3]
- Bogusław L. Jackowski – informatyk, typograf, wydawca, muzyk niezawodowy
- Stefan Korboński – polityk, prawnik, poseł na Sejm
- Jerzy Kulej – pięściarz, poseł na Sejm
- Izabela Leszczyna – poseł na Sejm
- Krzysztof Majchrzak – muzyk
- Romuald Mielczarski – działacz spółdzielczy i niepodległościowy
- Franciszek Musiel – biskup rzymskokatolicki
- Tadeusz Muszyński – nauczyciel, harcmistrz
- Jacek Pałucha – malarz, wokalista
- Marek Przybylik – polski dziennikarz
- Barbara Rosiek – psycholog, poetka
- Stefan Zbigniew Różycki – geolog, geograf
- Małgorzata Rydz – polska lekkoatletka, specjalistka biegów średniodystansowych
- Teofil Sadkowski – statystyk
- Zygmunt „Muniek” Staszczyk – muzyk
- Jan Szmidla – oficer, kawaler Orderu Virtuti Militari
- Anna Szulc – dziennikarka
- Grzegorz Sztolcman – poseł na Sejm
- Mieczysław Waśkowski – aktor
- Tadeusz Wrona – były prezydent Częstochowy
- Tadeusz Wrzaszczyk – polityk, minister przemysłu maszynowego, wicepremier
- Henryk Wyrzykowski – działacz ruchu ludowego, dziennikarz, poseł na sejm
- Władysław Żesławski – scenarzysta

### Znani nauczyciele
- Władysław Tatarkiewicz
- Władysław Biegański
- Edward Mąkosza

### Dyrektorzy szkoły
- 1915–1939 – Wacław Płodowski
- 1939–1959 – Kazimierz Sabok
- 1959–1963 – Kazimierz Polus
- 1963–1967 – Janina Puczyńska
- 1967–1983 – Antoni Kwieciński
- 1983–2007 – Marian Jaszewski
- od 2007 – Jadwiga Sipa